# Pesthaus (Paderborn)
Der Bruchsteinbau Spitalmauer 12, auch als „Pesthaus“ bekannt, ist ein Baudenkmal der Stadt Paderborn (Nr. 121, eingetragen am 29. Mai 1984).

## Geschichte
Erbaut wurde das Gebäude 1684. Die ursprüngliche Funktion ist ungeklärt. Es diente vermutlich als Lager- und Wirtschaftsgebäude des Kapuzinessenklosters. Möglicherweise diente es auch zeitweise als Krankenhaus oder Isolierstation.
Um 1700 wurde hier eine Mühle betrieben. Zwei in Backsteinen gefasste Löcher für die Achsen der Mühlräder befinden sich noch in der Ostmauer. Aus dieser Zeit findet man auch die ersten schriftlichen Erwähnungen als „Pesthaus“.
Ab 1825 wurde das Gebäude als Militär-Lazarett für die Garnison Paderborn genutzt. Auf einem Stadtplan von 1857 ist das Gebäude als Hospital eingetragen. Nach dem Aussterben der Kapuzinessen 1843 gelangte das Haus in staatlichen Besitz.
1905 wurde das Gebäude von dem Schmiedemeister Franz Kors gekauft. Während des Zweiten Weltkriegs wurde der Keller als Luftschutzraum genutzt.

## Architektur
Das Gebäude ist ein dreigeschossiger Bruchsteinbau. Das Vollwalmdach war bis 1950 mit Schiefer eingedeckt. Die Balkenlagen an den Giebeln sind durch eiserne Anker mit dem Mauerwerk verbunden. Die Wände im Erdgeschoss sind ungefähr 105 Zentimeter dick. Das Kreuzgewölbe des Kellers wird durch drei massive Pfeiler getragen.

## Archäologische Untersuchungen
2009 wurden archäologischen Arbeiten im „Pesthaus“ vorgenommen. Hierbei wurden ungefähr 70 Quadratmeter des originalen Kellerbodens aus dem 17. Jahrhundert freigelegt.